# چرتو دازی
چرتو دازی (به ایتالیایی: Cerreto d'Esi) یک کومونه در ایتالیا است که در استان آنکونا واقع شده‌است.

## خصوصیات
چرتو دازی ۱۶٫۶ کیلومترمربع مساحت و ۳٬۵۵۰ نفر جمعیت دارد.